# گل ببری
گل ببری (نام علمی: Tigridia) نام یک سرده از تیره زنبقیان است.
این سرده حدود ۳۵ گونه دارد که در نیم‌کره غربی، از مکزیک تا شیلی، می‌رویند.